# 1934年函館大火

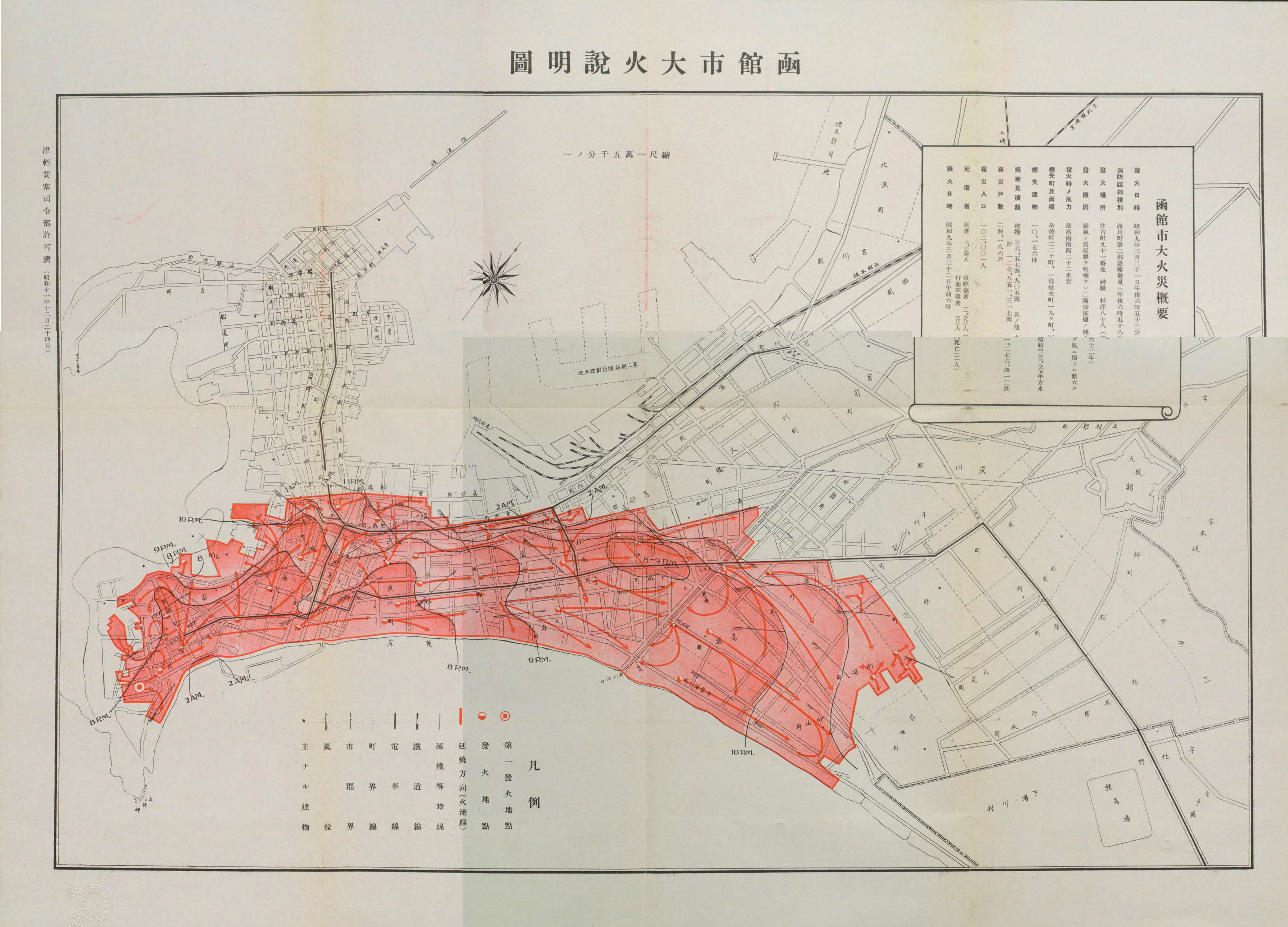
函館大火的地圖

1934年函館大火於1934年3月21日發生在日本北海道的函館。這起大火造成2166人死亡。

## 历史
1934年3月21日，北海道附近有低氣壓通過，函館吹起了強風。大約下午18:53左右，市區南邊住吉町的的一棟住宅因強風而部分損壞，吹入室內的風將炕爐的火吹散，引起火災。大火燃燒迅速，平均延燒速度約每小時1500公尺，據傳有瞬間速度高達每秒30公尺的情形發生。這起大火造成2166人死亡，受損房屋11105間。